# John Stewart Bell
John Stewart Bell FRS (28 tháng 6 năm 1928 - 1 tháng 10 năm 1990) là nhà vật lý người Bắc Ireland, và nguồn gốc của Định lý Bell, một định lý quan trọng trong vật lý lượng tử liên quan đến lý thuyết biến số ẩn.